# Return of the Champions
Return of the Champions är ett dubbelt livealbum av Queen + Paul Rodgers. Det spelades in 9 maj 2005 under Queen + Paul Rodgers Tour på Hallam FM Arena i Sheffield och gavs ut i september samma år.

## Låtlista

### Skiva ett
1. "Reaching Out" (Don Black/Andy Hill) - 1:06
2. "Tie Your Mother Down" (Brian May) - 4:30
3. "I Want to Break Free" (John Deacon) - 3:59
4. "Fat Bottomed Girls" (Brian May) - 5:45
5. "Wishing Well" (Andy Fraser/Simon Kirke/Paul Kossoff/Paul Rodgers) - 4:33
6. "Another One Bites the Dust" (John Deacon) - 4:02
7. "Crazy Little Thing Called Love" (Freddie Mercury) - 4:35
8. "Say It's Not True" (Roger Taylor) - 4:15
9. "'39" (Brian May) - 4:38
10. "Love of My Life" (Freddie Mercury) - 5:11
11. "Hammer to Fall" (Brian May) - 6:45
12. "Feel Like Makin' Love" (Mick Ralphs/Paul Rodgers) - 6:20
13. "Let There Be Drums" (Sandy Nelson/Richard Podolor) - 3:42
14. "I'm in Love with My Car" (Roger Taylor) - 3:36
15. "Guitar Solo" (Brian May) - 6:59
16. "Last Horizon" (Brian May) - 7:14

### Skiva två
1. "These Are the Days of Our Lives" (Queen) - 4:38
2. "Radio Ga Ga" (Roger Taylor) - 5:59
3. "Can't Get Enough" (Mick Ralphs) - 4:22
4. "A Kind of Magic" (Roger Taylor) - 6:07
5. "I Want It All" (Queen) - 5:09
6. "Bohemian Rhapsody" (Freddie Mercury) - 6:18
7. "The Show Must Go On" (Queen) - 4:33
8. "All Right Now" (Andy Fraser/Paul Rodgers) - 6:54
9. "We Will Rock You" (Brian May) - 2:35
10. "We Are the Champions" (Freddie Mercury) - 4:30
11. "God Save the Queen" (trad.) - 1:33